# Cina continentale

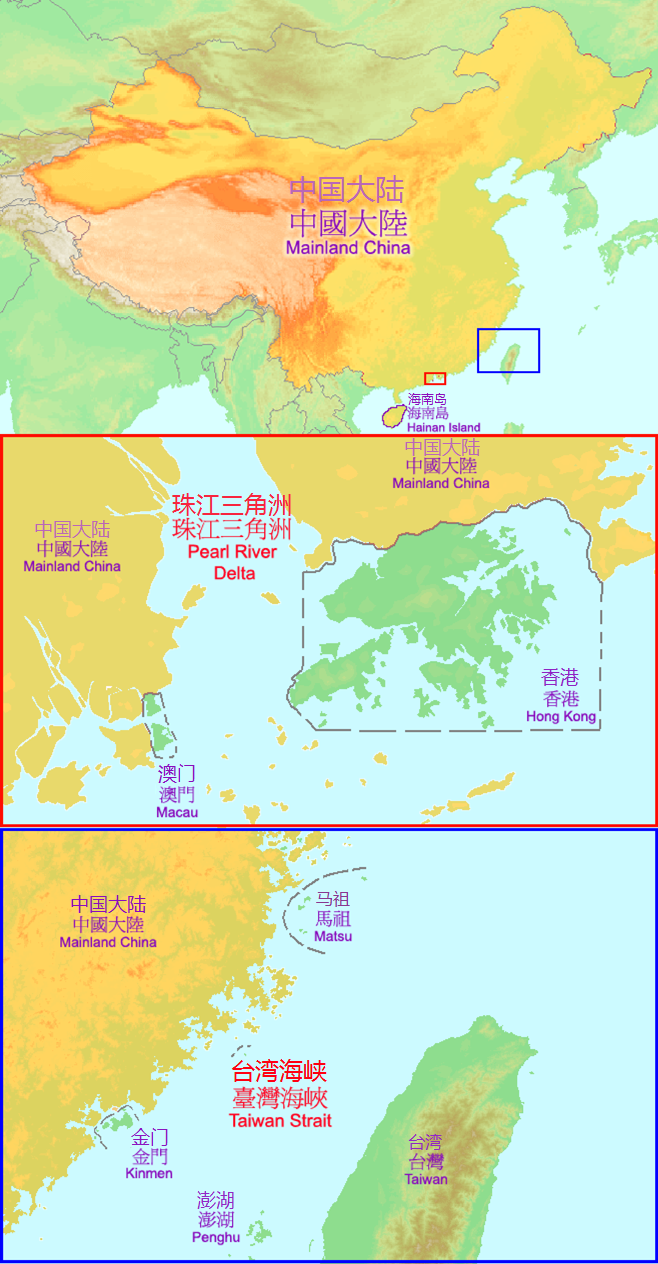
Diverse carte che delimitano la Cina continentale dalle penisole e isole circostanti (in primis Hong Kong, Macao e Taiwan)

Cina continentale (中国大陆S, Zhōnggúo DàlùP) è un termine politico-geografico, utilizzato per indicare in maniera politicamente neutrale i territori sotto il diretto controllo della Repubblica Popolare Cinese, a esclusione di Taiwan, Hong Kong e Macao.

## Descrizione
Il termine nacque dopo il 1949, al termine della guerra civile cinese che si era conclusa con la fuga del governo della Repubblica di Cina sull'isola di Formosa e la fondazione, da parte del Partito Comunista Cinese, della Repubblica Popolare Cinese. Entrambi i due governi rivendicavano la sovranità su tutto il territorio della Cina e insieme a essi lo status di unico rappresentante politico legittimo del Paese in ambito internazionale.
Fu in questo contesto che venne coniata l'espressione "Cina continentale" (in inglese Mainland China) per indicare tutti i territori sotto il diretto controllo del Partito Comunista Cinese nel 1949. A quell'epoca Hong Kong e Macao erano ancora dei territori coloniali amministrati rispettivamente da inglesi e portoghesi e Taiwan (ex colonia giapponese) era sotto il controllo del transfugo governo della Repubblica di Cina. Per questo motivo l'espressione Cina continentale non comprende questi territori.
Anche se i territori di Hong Kong e Macao rientrarono sotto la sovranità cinese, rispettivamente dal 1997 e dal 1999, ciò non coincise con il loro entrare a far parte dell'accezione di "Cina continentale". Oltre al fatto che l'uso del termine si è sedimentato per motivi storici, bisogna anche tener in considerazione il fatto che alle due ex colonie è stato concesso di mantenere i preesistenti sistemi di organizzazione della sfera economica, legale e politica, secondo il principio politico amministrativo noto come "una Cina, due sistemi": le due regioni speciali conservano pertanto un carattere distinto dalle rimanenti province della Repubblica Popolare, riflesso in un forte senso identitario che si riscontra nei cittadini loro abitanti.
Molto diffuso nei Paesi anglofoni, il suo uso è molto meno frequente nella lingua italiana.

## Storia
Verso la fine del diciannovesimo secolo, diversi territori passarono dall'amministrazione diretta della dinastia Qing al controllo di Stati stranieri. In taluni casi ciò avvenne in seguito alla firma di accordi di concessione con cui lo stato cinese cedeva in leasing allo stato straniero l'amministrazione di un dato territorio per un periodo di tempo concordato (era il caso di Hong Kong e Macao).
In altri casi si trattò di cessione totale dei diritti sui territori in precedenza amministrati, come nel caso dell'isola di Taiwan che venne ceduta al Giappone alla fine della prima guerra sino-giapponese.
In quegli anni lo stato cinese perse il controllo anche su altri territori quali Kinmen, le Matsu, le Penghu e la Mongolia.
Nel corso del ventesimo secolo diversi di questi territori ritornarono formalmente sotto il controllo del governo della Cina continentale: Hong Kong nel 1997, Macao nel 1999.
Nel caso di Taiwan, il Giappone ne perse il controllo nel 1945, anno in cui il controllo sull'isola ritornò alla Cina Continentale, allora governata dal governo nazionalista. In seguito alle vicende della guerra civile cinese che si concluse con la vittoria delle forze comuniste e l'instaurazione della Repubblica Popolare Cinese, nel 1949 il governo della Repubblica di Cina si rifugiò a Taipei, da dove mantenne il diretto controllo sulle isole di Taiwan, Kinmen, Matsu e Penghu.